# Pavel Ponkratov
Pavel Andreevič Ponkratov (in russo Павел Андреевич Понкратов?; Čeljabinsk, 15 luglio 1988) è uno scacchista russo.
Ha ottenuto il titolo di grande maestro nel 2010, all'età di 22 anni.

## Carriera
Nel 2020 vince l'open "Ciudad de León" in luglio.
Nel 2021 vince l'open di Chennai in gennaio e il torneo di Čeljabinsk in marzo. In luglio partecipa alla Coppa del Mondo, venendo eliminato nel 4º turno da Étienne Bacrot.

## Statistiche
Ha ottenuto il massimo rating FIDE in novembre 2021, con 2662 punti Elo.